# Porta di Santa Margherita
La Porta di Santa Margherita  est l'une des portes médiévales de Pérouse insérée dans les murs des XIIIe et XIVe siècles.